# Jean Alfred Fournier

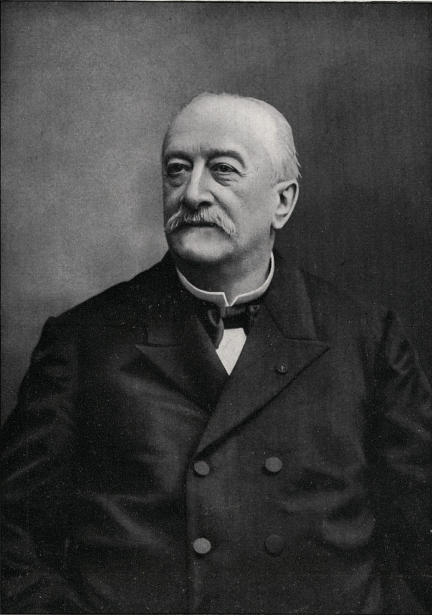
Jean Alfred Fournier (1908)

Jean Alfred Fournier (* 12. Mai 1832 in Paris; † 23. oder 25. Dezember 1914 ebenda) war ein französischer Dermatologe und Venerologe.

## Leben und Wirken
Jean Alfred Fournier wurde in eine Familie mit medizinischem Hintergrund geboren. Als Schüler besuchte er die Institution Jauffret und das Lycée Charlemagne in Paris und nahm mit Erfolg am Concours général teil. Im Dezember 1854 begann er sein Medizinstudium und wurde 1860 promoviert. Bereits während des Studiums arbeitete Fournier als Intern bei Philippe Ricord (1800–1889) am Hôpital du Midi. 1863 wurde er médecine des hôpitaux und arbeitete ab 1867 mit Augustin Grisolle (1811–1869) am Hôtel-Dieu de Paris. 1868 wurde er Chefarzt am Hôpital de Lourcine, bevor er 1876 an das Hôpital Saint-Louis wechselte, wo er 1880 als Professor den ersten Lehrstuhl für Hauterkrankungen und Syphilis übertragen bekam, den er bis 1902 innehatte.
Sein wichtigster Beitrag zur medizinischen Wissenschaft waren Untersuchungen zur angeborenen Syphilis, die er 1883 beschrieb. In zahlreichen Publikationen wies er auf die Bedeutung der Syphilis als Ursache degenerativer Erkrankungen hin. Außerdem gründete er 1901 die Société Française de Prophylaxie Sanitaire et Morale.
Neben seinen Untersuchungen zu venerischen und dermatologischen Erkrankungen war Fournier auch Medizinhistoriker, der Arbeiten von früheren Ärzten, wie Girolamo Fracastoro (1478–1553), Giovanni de Vigo (1460–1525) und Jacques de Béthencourt, ins Französische übersetzte.

## Schriften (Auswahl)
- Recherches sur la contagion du chancre. A. Delahaye, Paris 1857, Digitalisat auf Gallica.
- De la contagion syphilitique. thèse de médecine de Paris n° 24, 1860, Rignoux, Paris 1860, online.
- Instruction hygiénique et médicale à l’usage du personnel de MM. Vitali, Picard, Charles et Cie (chemins de fer de l’Italie méridionale). Seringe frères, Paris 1864, Digitalisat auf Gallica.
- Recherches sur l’incubation de la syphilis. A. Delahaye, Paris 1865, Digitalisat auf Gallica.
- De la syphilide gommeuse du voile du palais: leçon clinique. Clinique médicale de l’Hôtel-Dieu, A.-E. Rochette, Paris 1868, Digitalisat auf Gallica.
- Dégénérescence syphilitique de la glande sublinguale. G. Masson, Paris 1875, Digitalisat auf Gallica.
- Titres et travaux scientifiques. Candidature à l’Académie de médecine, section de pathologie médicale, E. Martinet, Paris 1876, online.
- De la pseudo-paralysie générale d’origine syphilitique. V.-A. Delahaye, Paris 1878, Digitalisat auf Gallica.
- La syphilis du cerveau. G. Masson, Paris 1879, online.
- Clinique de l’hôpital de Lourcine. Leçons sur la syphilis, étudiée plus particulièrement chez la femme. A. Delahaye et E. Lecrosnier, Paris 1881, Digitalisat auf Gallica.
- De l’Ataxie locomotrice d’origine syphilitique (tabès spécifique), leçons cliniques professées à l’hôpital Saint-Louis. G. Masson, Paris 1882, Digitalisat auf Gallica.
- Leçons sur la période praetaxique du tabès d’origine syphilitique. G. Masson, Paris 1885, Digitalisat auf Gallica.
- La syphilis héréditaire tardive, avec 31 figures par Alfred Forgeron. G. Masson, Paris 1886, Digitalisat auf Gallica.
- Tabès d’origine hérédo-syphilitique probable: fracture spontanée. A. Delahaye et E. Lecrosnier, Paris 1886, Digitalisat auf Gallica.
- Leçons sur la syphilis vaccinale. Lecrosnier et Babé, Paris 1889, online.
- Syphilis et mariage: leçons professées à l’hôpital Saint-Louis. (2e édition), G. Masson, Paris 1890, Digitalisat auf Gallica.
- L’hérédité syphilitique: leçons cliniques, recueillies et rédigées par le Dr. P. Portalier. G. Masson, Paris 1891, online.
- Les affections parasyphilitiques. Rueff, Paris 1894, Digitalisat auf Gallica.
- Les chancres extra-génitaux. mit Edmond Fournier, Rueff, Paris 1897, online.
- Traité de la syphilis. Tome 1, J. Rueff, Paris 1898–1901, Digitalisat auf Gallica.
- Traité de la syphilis. Tome 2, J. Rueff, Paris 1898–1901, Digitalisat auf Gallica.
- Traité de la syphilis. Tome 3, J. Rueff, Paris 1898–1901, Digitalisat auf Gallica.
- Exposé des titres. Chamerot, Paris 1901, online.
- Clinique des maladies cutanées et syphilitiques (hôpital Saint-Louis), De l’Abolitionnisme. J. Gainche, Paris 1902, Digitalisat auf Gallica.
- Prophylaxie de la syphilis. J. Rueff, Paris 1903, Digitalisat auf Gallica.
- Ligue contre la syphilis. Société française de prophylaxie sanitaire et morale, C. Delagrave, Paris 1904, Digitalisat auf Gallica.
- Danger social de la syphilis. C. Delagrave, Paris 1905, Digitalisat auf Gallica.
- Pour en guérir. C. Delagrave, Paris 1907, Digitalisat auf Gallica.
- Traitement de la syphilis. Vigot frères, Paris 1909, Digitalisat auf Gallica.
- Syphilis secondaire tardive. Vigot frères, Paris 1911, Digitalisat auf Gallica.

### Übersetzungen
- Girolamo Fracastoro: La syphilis (1530) - Le mal français. (Auszug aus De contagionibus. 1546), A. Delahaye, Paris 1869, online.
- Jacques de Béthencourt: Nouveau Carême de pénitence et purgatoire d’expiation à l’usage des malades affectés du mal français ou mal vénérien...; suivi d’un Dialogue où le mercure et le gaïac exposent leurs vertus et leurs prétentions rivales à la guérison de ladite maladie... (1527), V. Masson et fils, Paris 1871, Digitalisat auf Gallica.
- Giovanni de Vigo: Le mal français. (1514), G. Masson, Paris 1872, Digitalisat auf Gallica.

## Ehrungen
- gewähltes Mitglied der Académie nationale de Médecine (1879)
- Commandeur de la Légion d’Honneur (1902)
- Officier de l’Ordre des Palmes Académiques
- Ehrenpräsident der Société Français de Dermatologie
- Ehrenmitglied mehrerer nationaler und internationaler Fachgesellschaften, wie der Medical and Chirurgical Society of London und der Koninklijke Academie voor Geneeskunde van België

Die Stadt Paris benannte einen Platz im 10. Arrondissement nach Alfred Fournier.

## Begriffe, die mit dem Namen Fournier verbunden sind
Mit dem Namen Fourniers sind assoziiert:
- Fournier-Gangrän: eine seltene Sonderform der nekrotisierenden Fasziitis des Leisten- und Genitalbereiches, die zuerst 1764 von H. Baurienne beschrieben wurde.[1][2]
- Fournier-Zeichen: Narbenbildung am Mund nach Abheilung von Rhagaden bei Lues connata.[2]
- Fournier-Tibia: auch als Säbelklingentibia, im deutschsprachigen Raum oft als Säbelscheidentibia, bezeichnete Verdickung und Verbiegung des Schienbeins bei der angeborenen Syphilis.[3]